# Donald und die Schulschwänzer
Donald und die Schulschwänzer ist ein US-amerikanischer Zeichentrick-Kurzfilm von Jack King aus dem Jahr 1941.

## Handlung
Es ist Sommer und Tick, Trick und Track baden in einem See, anstatt zur Schule zu gehen. Ihr Onkel Donald Duck, der als Truant Officer Nr. 13 die Aufgabe hat, Schulschwänzer in die Schule zu bringen, fängt seine Neffen nach und nach ein und transportiert sie in einem vergitterten Wagen in die Schulen. Tick, Trick und Track gelingt die Flucht. Sie lassen sich in einer selbstgebauten, hölzernen Piratenhütte nieder und wehren Donalds Einbruchsversuche mehrfach erfolgreich ab.
Donald geht dazu über, im Hügel, auf dem das Haus steht, ein Feuer zu entzünden, damit der Rauch die drei Kinder aus ihrem Haus treibe. Sie legen nun drei Brathähnchen in ihr Bett, die ihre Mützen tragen. Als Donald ins Haus kommt und die drei Brathähnchen sieht, ist er tief betrübt über sein Verhalten. Einer der Neffen wird, als Engel verkleidet, von den anderen beiden mithilfe einer Angel vom Hausdach zu Donald heruntergelassen. Er tritt Donald mehrfach, der es zerknirscht geschehen lässt. Als sich die Angelschnur löst, wird der Schwindel aufgedeckt. Donald bringt Tick, Trick und Track nun wie Schwerverbrecher aneinandergebunden in die Schule. Die jedoch hat, so verkündet ein Schild an der Eingangstür, über die Sommerferien geschlossen. Donald schrumpft Entschuldigungen stammelnd auf Miniaturgröße, während die drei Neffen ihn wütend anblicken.

## Produktion
Donald und die Schulschwänzer erschien am 1. August 1941 als Teil der Disney-Trickfilmreihe Donald Duck.
Donald, Tick, Trick und Track werden von Clarence Nash gesprochen.

## Auszeichnungen
Donald und die Schulschwänzer wurde 1942 für einen Oscar in der Kategorie „Bester animierter Kurzfilm“ nominiert, konnte sich jedoch nicht gegen Der herzlose Retter durchsetzen.